# Пурус (река)
Пурус (на португалски: Rio Purus; на испански: Rio Purus) е река в североизточната част на Перу, в региона Укаяли и западната част на Бразилия, в щатите Акри и Амазонас, десен приток на Амазонка. Дължината ѝ е 3211 km (трети по дължина след Мадейра и Журуа приток на Амазонка), площ на водосборния басейн – 371 042 km² (5,17% от водосборния басейн на Амазонка).
Река Пурус се образува на 319 m н.в. от сливането на двете съставящи я реки Курюха (лява съставяща) и Кухар (дясна съставяща), в югоизточната част на региона Укаяли, в Перу. Двете съставящи я реки водят началото си от източните подножия на Андите. По цялото си протежение река Пурус тече в североизточна посока, през Амазонската низина, в глинести, лесно разрушими брегове, сред гъсти и влажни екваториални гори и с няколко хиляди меандри. В района на малкото бразилско градче Минас Жераис напуска територията на Перу и навлиза на територията на Бразилия. Влива се отдясно в река Амазонка, на 12 m н.в., на около 180 km нагоре от град Манаус.
Основни притоци: леви – Куранха, Инауйни, Пауйни, Тапауа (640 km); десни – Чандлес (370 km), Иаку (480 km), Акри (680 km), Сепатини (310 km), Итуши (640 km), Мукуин (350 km), Итапарана (370 km). Пълноводието на река Пурус е от април до юли, когато е сезонът на дъждовете. Средният годишен отток в долното течение е 10 970 m³/s. Плавателна е за плитко газещи речни съдове по цялото си протежение. Поради непроходимите гори и блата през които преминава, долината на река Пурус е слабо населена, като има само около 30 малки населени места, предимно индиански селища.
Alouatta puruensis е вид маймуна, характерна за района на Бразилия, Перу и Северна Боливия. Peckoltia brevis е вид сом и може да се срещне в средната и горна част на Амазонка и във водите на Пурус.